# Sint-Eloois-Winkel
Sint-Eloois-Winkel är en ort i Belgien.   Den ligger i provinsen Västflandern och regionen Flandern, i den västra delen av landet, 80 km väster om huvudstaden Bryssel. Sint-Eloois-Winkel ligger 20 meter över havet och antalet invånare är 3 754.
Terrängen runt Sint-Eloois-Winkel är mycket platt. Runt Sint-Eloois-Winkel är det mycket tätbefolkat, med 1 095 invånare per kvadratkilometer.. Närmaste större samhälle är Izegem, 4,8 km nordost om Sint-Eloois-Winkel. 
Trakten runt Sint-Eloois-Winkel består till största delen av jordbruksmark.